# Guillaume Kasbarian
Guillaume Kasbarian, né le 28 février 1987 à Marseille, est un homme politique français.
Membre de La République en marche (LREM), il est élu député dans la première circonscription d'Eure-et-Loir lors des élections législatives de 2017. Libéral économique, proche du Printemps républicain et favorable au libre-échange, il appartient à la droite du parti. De 2017 à 2021, il est membre du bureau exécutif de LREM. Réélu sous les couleurs de la majorité présidentielle lors des législatives de 2022, il occupe de 2022 à 2024 la présidence de la commission des Affaires économiques de l'Assemblée nationale. Il est réélu lors des élections législatives de 2024
Après avoir porté le projet de loi dit « anti-squatteurs », il est nommé, sous la présidence d'Emmanuel Macron, ministre délégué chargé du Logement le 8 février 2024 dans le gouvernement Gabriel Attal puis ministre de la fonction publique le 21 septembre 2024 dans le gouvernement Michel Barnier censuré le 4 décembre 2024.

## Biographie

### Jeunesse, formation et carrière professionnelle
Guillaume Kasbarian naît le 28 février 1987 à Marseille. Il passe sa jeunesse dans le sud de la France (Calvi, Aix-en-Provence, Pélissanne) et au Kenya.
Il effectue ses classes préparatoires économiques et commerciales au lycée Saint-Louis-de-Gonzague à Paris, puis intègre l'École supérieure des sciences économiques et commerciales (ESSEC), dont il sort diplômé en 2009.
Il est consultant en stratégie pour Monitor Deloitte puis pour PMP Conseil.
En 2015, il s'établit en Eure-et-Loir, à Saint-Martin-de-Nigelles.

### Cadre de La République en marche
Il est référent d'En marche pour l'Eure-et-Loir de fin 2016 à juin 2017,.
Il est membre du bureau exécutif de la République en marche de novembre 2017 à juillet 2021. En juillet 2018, il est nommé trésorier de Tous politiques !, le nouvel institut de formation de LREM, qui vise à « accompagner l'émergence d'une génération progressiste ».

### Député
Il est élu député de la 1re circonscription du département le 18 juin 2017 et démissionne alors de son poste de consultant.
Sa suppléante, Véronique de Montchalin, est la tante par alliance d'Amélie de Montchalin, cadre dirigeante d'Axa Assurances, députée LREM puis secrétaire d'État aux Affaires européennes.
Membre de la commission des Affaires économiques, il est rapporteur d'une commission d’enquête chargée d’examiner les décisions de l’État en matière de politique industrielle.
En juin 2019, la commission des Affaires économiques vote, contre l'avis du gouvernement, en faveur d'amendements de Guillaume Kasbarian qui limitent très sensiblement la portée d'une mesure du projet de loi énergie-climat, qui consistait à soustraire jusqu'à 5 % du produit de la vente d'un bien immobilier mal isolé, afin de financer la rénovation de ce même bien. Pour justifier sa position, Guillaume Kasbarian se dit « attaché au droit de propriété » et évoque « une taxe déguisée » qui pourrait créer des « inégalités territoriales et sociales ».
À l'occasion des débats à l'Assemblée nationale sur l'accord CETA, dénoncé par certains comme Nicolas Hulot, le site Contexte le situe parmi les députés « libéraux assumés » qui « se disent favorables au libre-échange ».
Selon Mediapart, il rejoint la ligne du Printemps républicain sur la laïcité.
À l'automne 2020, il vote pour la réintroduction des pesticides néonicotinoïdes au nom de la défense de la filière betterave,.
Rapporteur du projet de loi d'accélération et simplification de l’action publique (dit « ASAP »), il dépose un amendement visant à durcir la répression des squatteurs. Celui-ci, adopté par l'Assemblée nationale en octobre 2020, prévoit des expulsions administratives accélérées ainsi qu’un renforcement des sanctions contre les occupants illégaux : ces derniers s’exposent ainsi à trois ans d’emprisonnement et 45 000 euros d’amende contre un an d’emprisonnement et 15 000 euros d’amende auparavant. Cet article est censuré par le Conseil constitutionnel en tant que cavalier législatif.
Il est réélu député de la première circonscription d'Eure-et-Loir le 19 juin 2022 au second tour par 58,1 % des voix.
Le 30 juin 2022, il devient président de la commission des Affaires économiques de l'Assemblée nationale,. Il quitte son poste le 8 février 2024.
Fin 2022 et début 2023, il est le rapporteur, avec Aurore Bergé, du projet de loi dit « anti-squatteurs », auquel il donne son nom, dans la lignée de son amendement invalidé en 2020. Cette loi durcit les sanctions envers les squatteurs, et accélère les procédures d'expulsion en cas de loyers impayés mais les sénateurs en suppriment la mesure la plus contestée, qui créait une peine de six mois de prison pour les locataires ayant des impayés de loyer qui ne partaient pas d’eux-mêmes après un jugement d’expulsion. Le projet de loi est vivement critiqué, notamment par les experts de l'ONU et par l'opposition de gauche, qui saisit le Conseil constitutionnel,. Celui-ci valide la quasi-intégralité de la loi, qui est promulguée en juillet 2023, et marque une inclinaison vers une politique plus marquée à droite en matière de politique du logement (voir l'article Loi du 27 juillet 2023 visant à protéger les logements contre l'occupation illicite pour plus de détails).
Il est réélu député de la première circonscription d'Eure-et-Loir le 7 juillet 2024 au second tour, face au candidat du Rassemblement national, avec 60,59 % des voix.

### Ministre du Logement
Guillaume Kasbarian est nommé ministre délégué du Logement, le 8 février 2024. Il succède à Patrice Vergriete,. Cette nomination du porteur de la loi « antisquat » est décrite dans Le Monde comme « une provocation à l’encontre du secteur, habitué à ce que ce ministère suive une politique d’orientation plus sociale ».

### Ministre de la Fonction publique, de la Simplification et de la Transformation de l’action publique
Guillaume Kasbarian est nommé ministre de la fonction publique, de la simplification et de la transformation de l'action publique, le 21 septembre 2024. Il remplace le ministre sortant Stanislas Guerini. Cette nomination suscite la méfiance des syndicats après que le ministre ait déclaré vouloir « débureaucratiser à tous les étages ».
Peu après son arrivée dans le gouvernement Barnier il fait supprimer le versement de la GIPA (Garantie Individuelle du Pouvoir d'Achat), prime jusqu'alors versée aux fonctionnaires dont le pouvoir d'achat avait évolué moins vite que l'inflation sur les quatre années précédentes.
Le 13 novembre, il félicite Elon Musk d'avoir été nommé par Donald Trump à la tête d'un ministère chargé de « démanteler la bureaucratie gouvernementale » et ajoute « avoir hâte de partager avec vous les meilleures pratiques pour lutter contre l’excès de bureaucratie, réduire la paperasse, et repenser les organisations publiques pour améliorer l’efficacité des agents publics »,. Cette déclaration est immédiatement perçue comme une nouvelle provocation par l'opposition de gauche ainsi que par l'association Nos services publics. Le député Aurélien Rousseau, ancien membre de la majorité présidentielle, déplore également « une défaite de plus pour les principes et valeurs républicains ». Interrogée à ce sujet lors du compte-rendu du conseil des ministres qui a lieu le jour même, la porte-parole du gouvernement Maud Bregeon tente d'éteindre l'incendie et appelle à ne pas « surinterpréter » les propos du ministre,.

## Vie privée
En décembre 2024, Guillaume Kasbarian annonce dans Paris Match qu'il est homosexuel et présente son compagnon.